# Suraxanı (Ağsu)
Suraxanı è un comune dell'Azerbaigian situato nel distretto di Ağsu. Conta una popolazione di 151 abitanti.